# Pacific Air Forces Regional Support Center
Il  Pacific Air Forces Regional Support Center è un centro di supporto della U.S.Pacific Air Forces. Il suo quartier generale è situato presso la Joint Base Elmendorf-Richardson, in Alaska.

## Missione
Il centro è responsabile di 19 installazioni attive comprendenti la Eareckson Air Station con relativo Radar, presso il King Salmon Airport, 14 siti Radar remoti e 3 ripetitori radio. Inoltre gestisce 21 strutture inattive. L'organizzazione provvede alla manutenzione dei radar di sorveglianza, le infrastrutture artiche, incluse le piste di atterraggio, le comunicazioni e le forze aeree di spedizione per la difesa del territorio americano.

## Organizzazione
Attualmente, al settembre 2017, esso controlla:
- Detachment 1, Wake Island
- 611th Air Communications Squadron
- 611th Air Support Squadron
- 611th Civil Engineer Squadron